# 松平貞副
松平 貞副（まつだいら さだすけ、生年不詳 - 享禄4年4月26日（1531年5月22日））は、室町時代後期の武将。通称兵衛太郎、号は喜白。2代目形原松平家当主 。子に親忠、忠治、娘（松平要方妻）がいる。

## 人物

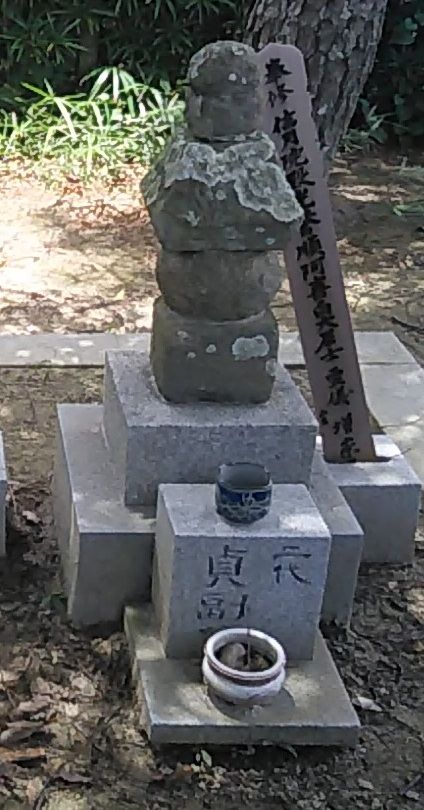
松平貞副の墓(蒲郡市光忠寺)

松平与副の嫡男として生まれる。享禄4年（1531年）4月26日に形原において死去。
法名順阿。墓所は円通寺（亀岡市紺野町）と光忠寺(蒲郡市)。『系図纂要』では貞嗣と記されている。